# بروتين اندماجي
البروتين الاندماجي أو البروتين المهجن (بالإنجليزية:  Fusion protein )‏، هو بروتين يتكون من تعبير جيني لإثنين من الجينات أو أجزاء الجينات، تتشابك خلف بعضها البعض في مورثة. وعن طريق فصل كودون ختامي خلف الجين الأول أو حدوث التحام خلال تغير كروموسومي (مثل أزفاء جيني) Translokation فإن المورثتين المتعاقبتين ستقرأ كما لوكانت مورثة واحدة طويلة. بالتالي ينتج الجين بروتينات لها خصائص من الجينيين الملتحمين. من البروتينات الشائعة للبروتينات الاندماجية نجد المنتج الجيني BCR-ABL الذي قد يتكون خلال إزفاء طبيعي؛ وهو يكون سبب مرض اللوكيميا المزمنة CML .ينتج عن ذلك الإزفاء قصر في طول كروموسوم 22 في الإنسان، والذي يعرف بصبغي فيلادلفيا.

## استخدام البروتينات الاندماجية
تستخدم البروتينات الاندماجية المنتجة صناعيا في مجال هندسة البروتين، مثل عملية فحص ناتج جيني معين وتعيين موقعه في بنية خلية بغرض التعرف على بروتين معين. الطريقة تسهل البحث عن البروتين المرغوب دراسته أو تغييره.
يساعد في ذلك ما يسمى إنزيم مؤشر وهو يختار غالبا كبروتين فلورسينيني (يصدر ضوء)، يلتحم طرفه سواء طرف C 
أو طرف N مع البروتين المرغوب فحصه.
البروتين الاندماجي يسمى أحيانا 
fusogene Protein.

### عقارات بروتينات اندماجية

مضاد حيوي وحيد النسيلة للفأر (يسار أعلى), مندمج (يمين أعلى) ومعدل ليناسب الإنسان (يسار أسفل). الأجزاء من الإنسان مبينة باللون البني، والأجزاء الغير إنسانية فلونها أزرق.

تستحضر عقارات بروتينات اندماجية لاستخدامها في العلاج حيث يكون لكل جزء من البروتين المدمج مفعوله الخاص chimeric protein. وتوجد حاليا عقارات مختلفة من بروتينات اندماجية لعلاجات مختلفة.
كثير من البروتينات الاندماجية تستخدم ضد انتيجينات مسببة للمرض. وقد أنتجت عقاراتها من مضادات حيوية واختبرت أولا على الفئران، فكانت في الأصل مستضادات لعلاج الفئران. ويعمل بروتين غير إنساني أو مستضد للفئران تأثيرا مخالفا إذا طبق على الإنسان. فلا بد من معاملة البروتين الصالح لعلاج الفئران معاملة خاصة بحيث يصلح لعلاج الإنسان. فعلى سبيل المثال يمكن ادخال نطاق بروتين إنساني ثابت على المستضد لنزع أجزائه التي تخل بجهاز المناعة الإنساني من دون تغيير للجزء المناسب من العقار لعلاج الإنسان.
يوضح الشكل كيفية التحام مضاد يصلح لعلاج الفأر بأجزاء من جين إنساني لإنتاج مضاد حيوي يصلح لعلاج الإنسان.
تسميات المستضادات تبين هذا التعديل عن طريق إدخال -xi- في العقار اسم دولي غير مسجل الملكية (e.g., أبسيكسيماب).
فإذاستبدلت أجزاء من نطاقات متغيرة في عقار صالح للفئران بأجزاء ضد مناعي من الإنسان، فإن العقار يصبح صالحا للإنسان. كذلك ادخال -zu- في عقار مثل داكليزوماب.أنظر أمثلة أخرى في قائمة مضادات وحيدة النسيلة list of monoclonal antibodies .

## وصلات خارجية
- Mutant+Chimeric+Proteins في المكتبة الوطنية الأمريكية للطب نظام فهرسة المواضيع الطبية (MeSH).